# Лучший оборонительный игрок среди студентов по версии NABC
Лучший оборонительный игрок среди студентов по версии NABC (англ. NABC Defensive Player of the Year) — это ежегодная баскетбольная награда, вручается национальной ассоциацией баскетбольных тренеров (НАБТ) (англ. National Association of Basketball Coaches (NABC)) лучшему оборонительному игроку среди студентов по результатам голосования. Награда впервые была вручена в сезоне 1986/87 годов в 1-м дивизионе национальной ассоциации студенческого спорта (NCAA) Томми Амакеру из университета Дьюка. Кроме этого раньше она была известна как «Премия имени Генри Айбы», названная так в честь члена Зала славы баскетбола тренера Генри Айбы, который на протяжении 36 лет тренировал команду университета штата Оклахома «Оклахома Стэйт Аггис / Ковбойз» (1934—1970).
Семь игроков: Стэйси Огмон, Тим Данкан, Шейн Баттье, Эмека Окафор, Шелден Уильямс, Хашим Табит и Джевон Картер получали данную награду по несколько раз, причём Огмон, Данкан и Баттье получали её по три раза. Грег Оден и Энтони Дэвис становились лауреатами премии, будучи первокурсниками. Два победителя в данной номинации были рождены за пределами основной территории США: Данкан родился на Виргинских островах (USVI), островной территории США, однако согласно законам США, все выходцы из USVI являются американскими гражданами по рождению, а Табит был уроженцем Танзании. Два раза обладателями этой премии становились по два игрока (2000 и 2013). Чаще других обладателями этой награды становились баскетболисты университета Дьюка (9 раз). Действующим обладателем награды является Де’Андре Хантер из Виргинского университета.

## Легенда
|           | Сообладатели награды                                                                 |
| *         | Становились лауреатами Приза Джеймса Нейсмита (1969—) или Приза Джона Вудена (1977—) |
| Игрок (X) | Количество титулов                                                                   |

## Победители
| Сезон   | Игрок              | Фото | Университет                          | Позиция                             | Год обучения | Примечания |
| ------- | ------------------ | ---- | ------------------------------------ | ----------------------------------- | ------------ | ---------- |
| 1986/87 | Томми Амакер       |      | Университет Дьюка                    | Разыгрывающий защитник              | Четвёртый    |            |
| 1987/88 | Билли Кинг         |      | Университет Дьюка                    | Лёгкий форвард / Тяжёлый форвард    | Четвёртый    |            |
| 1988/89 | Стэйси Огмон       |      | Невадский университет в Лас-Вегасе   | Атакующий защитник / Лёгкий форвард | Второй       |            |
| 1989/90 | Стэйси Огмон (2)   |      | Невадский университет в Лас-Вегасе   | Атакующий защитник / Лёгкий форвард | Третий       |            |
| 1990/91 | Стэйси Огмон (3)   |      | Невадский университет в Лас-Вегасе   | Атакующий защитник / Лёгкий форвард | Четвёртый    |            |
| 1991/92 | Алонзо Моурнинг    |      | Джорджтаунский университет           | Центровой                           | Четвёртый    |            |
| 1992/93 | Грант Хилл         |      | Университет Дьюка                    | Лёгкий форвард / Атакующий защитник | Третий       |            |
| 1993/94 | Джим Макилвейн     |      | Университет Маркетта                 | Центровой / Тяжёлый форвард         | Четвёртый    |            |
| 1994/95 | Тим Данкан         |      | Университет Уэйк-Форест              | Тяжёлый форвард / Центровой         | Второй       |            |
| 1995/96 | Тим Данкан (2)     |      | Университет Уэйк-Форест              | Тяжёлый форвард / Центровой         | Третий       |            |
| 1996/97 | Тим Данкан* (3)    |      | Университет Уэйк-Форест              | Тяжёлый форвард / Центровой         | Четвёртый    |            |
| 1997/98 | Стив Войцеховски   |      | Университет Дьюка                    | Лёгкий форвард                      | Третий       |            |
| 1998/99 | Шейн Баттье        |      | Университет Дьюка                    | Лёгкий форвард / Атакующий защитник | Второй       |            |
| 1999/00 | Кеньон Мартин*     |      | Университет Цинциннати               | Тяжёлый форвард                     | Четвёртый    |            |
| 1999/00 | Шейн Баттье (2)    |      | Университет Дьюка                    | Лёгкий форвард / Атакующий защитник | Третий       |            |
| 2000/01 | Шейн Баттье* (3)   |      | Университет Дьюка                    | Лёгкий форвард / Атакующий защитник | Четвёртый    |            |
| 2001/02 | Джон Лайнхан       |      | Колледж Провиденса                   | Разыгрывающий защитник              | Четвёртый    |            |
| 2002/03 | Эмека Окафор       |      | Коннектикутский университет          | Центровой / Тяжёлый форвард         | Второй       |            |
| 2003/04 | Эмека Окафор (2)   |      | Коннектикутский университет          | Центровой / Тяжёлый форвард         | Третий       |            |
| 2004/05 | Шелден Уильямс     |      | Университет Дьюка                    | Тяжёлый форвард / Центровой         | Третий       | [ 1 ]      |
| 2005/06 | Шелден Уильямс (2) |      | Университет Дьюка                    | Тяжёлый форвард / Центровой         | Четвёртый    | [ 2 ]      |
| 2006/07 | Грег Оден          |      | Университет штата Огайо              | Центровой                           | Первый       | [ 3 ]      |
| 2007/08 | Хашим Табит        |      | Коннектикутский университет          | Центровой                           | Второй       | [ 4 ]      |
| 2008/09 | Хашим Табит (2)    |      | Коннектикутский университет          | Центровой                           | Третий       | [ 5 ]      |
| 2009/10 | Джарвис Варнадо    |      | Университет штата Миссисипи          | Тяжёлый форвард                     | Четвёртый    | [ 6 ]      |
| 2010/11 | Кеннет Фарид       |      | Университет Морхида                  | Тяжёлый форвард                     | Четвёртый    | [ 7 ]      |
| 2011/12 | Энтони Дэвис*      |      | Кентуккийский университет            | Тяжёлый форвард / Центровой         | Первый       | [ 8 ]      |
| 2012/13 | Виктор Оладипо     |      | Индианский университет в Блумингтоне | Атакующий защитник                  | Третий       | [ 9 ]      |
| 2012/13 | Джефф Уити         |      | Канзасский университет               | Центровой                           | Четвёртый    | [ 10 ]     |
| 2013/14 | Аарон Крафт        |      | Университет штата Огайо              | Разыгрывающий защитник              | Четвёртый    | [ 11 ]     |
| 2014/15 | Уилли Коли-Стайн   |      | Кентуккийский университет            | Тяжёлый форвард                     | Третий       | [ 12 ]     |
| 2015/16 | Малькольм Брогдон  |      | Виргинский университет               | Атакующий защитник                  | Четвёртый    | [ 13 ]     |
| 2016/17 | Джевон Картер      |      | Университет Западной Виргинии        | Разыгрывающий защитник              | Третий       | [ 14 ]     |
| 2017/18 | Джевон Картер (2)  |      | Университет Западной Виргинии        | Разыгрывающий защитник              | Четвёртый    | [ 15 ]     |
| 2018/19 | Де’Андре Хантер    |      | Виргинский университет               | Лёгкий форвард                      | Второй       | [ 16 ]     |